# Nokia 1011
Nokia 1011 – pierwszy mikrotelefon firmy Nokia. Nazwa tego telefonu pochodzi od daty premiery – 10 listopada 1992 roku. Czas gotowości: 15 godzin. Czas rozmowy: 1,5 godziny.